# 325812 Zouchenglu
325812 Zouchenglu è un asteroide della fascia principale. Scoperto nel 2008, presenta un'orbita caratterizzata da un semiasse maggiore pari a 2,3689424 au e da un'eccentricità di 0,0823824, inclinata di 5,78592° rispetto all'eclittica.